# Daniel Mateo
Daniel Mateo Angulo (* 31. August 1989 in Soria) ist ein spanischer Leichtathlet, der sich auf Langstrecken- und Crossläufe spezialisiert hat.

## Sportliche Laufbahn
Daniel Mateo bestreitet seit 2008 Wettkämpfe in den Laufdisziplinen der Leichtathletik. Im März trat er im U20-Rennen bei den Crosslauf-Weltmeisterschaften in Edinburgh an, das er auf dem 61. Platz beendete. Später gewann er bei den Spanischen U20-Meisterschaften Gold über 5000 und Silber über 10.000 Meter. In zweitgenannter Disziplin trat er im Juli bei den U20-Weltmeisterschaften in Bydgoszcz an, bei denen er den 14. Platz belegte. 2009 gewann er mit 8:14,48 min über 3000 Meter die Bronzemedaille bei den Spanischen U23-Hallenmeisterschaften. 2010 gewann er Silber bei den U23-Meisterschaften und belegte zudem den zehnten Platz bei den Spanischen Meisterschaften der Erwachsenen, jeweils über 5000 Meter. 2013 trat Mateo über 3000 Meter Hindernis bei den Spanischen Meisterschaften an, bei denen er den fünften Platz belegte. Auch 2014 belegte er den fünften Platz, diesmal über 5000 Meter. 2015 trat er nach 2008 zum zweiten Mal bei Crosslauf-Weltmeisterschaften an, wobei er das Erwachsenenrennen auf Platz 53 beendete.
2016 steigerte sich Mateo im Juni über 10.000 Meter auf 28:43,03 min und trat schließlich auch bei den Europameisterschaften in Amsterdam über diese Distanz an, über die er mit erneuter Bestzeit von 28:43,03 min den siebten Platz belegte. 2017 gewann er die Bronzemedaille über 5000 Meter bei den Spanischen Meisterschaften und bestritt im Oktober in Lissabon erstmals einen Halbmarathon, den er nach 1:08:52 h auf dem 13. Platz beendete. Im Juli 2018 lief Mateo mit 28:42,42 min persönliche Bestzeit, über die er im August auch bei den Europameisterschaften in Berlin antrat. Dabei blieb er nahezu exakt zwei Sekunden hinter seiner Bestzeit zurück und wurde Zwölfter. 2019 bestritt Mateo im April in Rotterdam erstmals einen Marathon, den er nach 2:10:53 h auf dem neunten Platz beendete und konnte damit auch Anfang Oktober bei den Weltmeisterschaften in Doha an den Start gehen. Dort benötigte er 2:12:15 h und wurde am Ende Zehnter. 2020 stellte er erneut Bestzeiten in den Straßenläufen auf, nachdem er im Februar in Barcelona 1:02:35 h für den Halbmarathon benötigte und im Dezember den Valencia-Marathon in 2:08:22 h absolvierte.
2021 qualifizierte er sich zum ersten Mal für die Olympischen Sommerspiele und erreichte im Marathon, der wegen der klimatischen Bedingungen in Sapporo ausgetragen wurde, in 2:15:21 h auf Platz 21 das Ziel. 2022 trat Mateo in München zum dritten Mal bei den Europameisterschaften an, zum ersten Mal über die Marathondistanz. Nach 2:14:34 h erreichte er auf dem 14. Platz das Ziel.

## Wichtige Wettbewerbe
| Jahr                | Veranstaltung                 | Ort                 | Platz               | Disziplin           | Zeit                |
| Startet für Spanien | Startet für Spanien           | Startet für Spanien | Startet für Spanien | Startet für Spanien | Startet für Spanien |
| ------------------- | ----------------------------- | ------------------- | ------------------- | ------------------- | ------------------- |
| 2008                | Crosslauf-Weltmeisterschaften | Edinburgh           | 61.                 | U20-Rennen          | 25:19 min           |
| 2008                | U20-Weltmeisterschaften       | Bydgoszcz           | 14.                 | 10.000 m            | 30:26,20 min        |
| 2015                | Crosslauf-Weltmeisterschaften | Guiyang             | 53.                 | Erwachsenenrennen   | 38:25 min           |
| 2016                | Europameisterschaften         | Amsterdam           | 7.                  | 10.000 m            | 28:43,03 min        |
| 2018                | Europameisterschaften         | Berlin              | 12.                 | 10.000 m            | 28:44,43 min        |
| 2019                | Weltmeisterschaften           | Doha                | 10.                 | Marathon            | 2:12:15 h           |
| 2021                | Olympische Sommerspiele       | Tokio               | 21.                 | Marathon            | 2:15:21 h           |
| 2022                | Europameisterschaften         | München             | 14.                 | Marathon            | 2:14:34 h           |

## Persönliche Bestleistungen
Freiluft
- 3000 m: 7:58,57 min, 10. Juni 2017, Huizingen
- 5000 m: 13:42,31 min, 18. Juli 2015, Heusden-Zolder
- 10.000 m: 28:42,42 min, 14. Juli 2018, Los Corrales de Buelna
- Halbmarathon: 1:02:35 h, 16. Februar 2020, Barcelona
- Marathon: 2:08:22 h, 6. Dezember 2020, Valencia

Halle
- 3000 m: 8:00,84 min, 19. Februar 2016, Sabadell